# Петрушевский, Василий Фомич
Васи́лий Фоми́ч Петруше́вский (1829—1891) — генерал-лейтенант императорской русской армии, военный инженер.

## Биография
Родился 24 ноября (6 декабря) 1829 года в семье Фомы Ивановича Петрушевского.
В 1848 году закончил первый кадетский корпус. В 1849 году окончил курс в офицерских классах артиллерийского училища. С 1850 года Петрушевский начинает преподавание химии в российских военных учебных заведениях.
С 1854 года Петрушевский занимается проектированием артиллерийских приспособлений.
В конце 1860-х годов Петрушевский изобрёл первый в мире артиллерийский дальномер — прибор для точного определения дистанций до цели, применявшийся в береговой артиллерии. В 1868 году береговой артиллерийский дальномер Петрушевского прошёл успешные испытания на батареях в Кронштадте. Дальномеры Петрушевского значительно улучшили качество стрельбы береговой артиллерии.
Установил фабрикацию нитроглицерина в больших массах, за что был награждён единовременно 3000 руб. и пожизненной пенсией в 1000 руб.

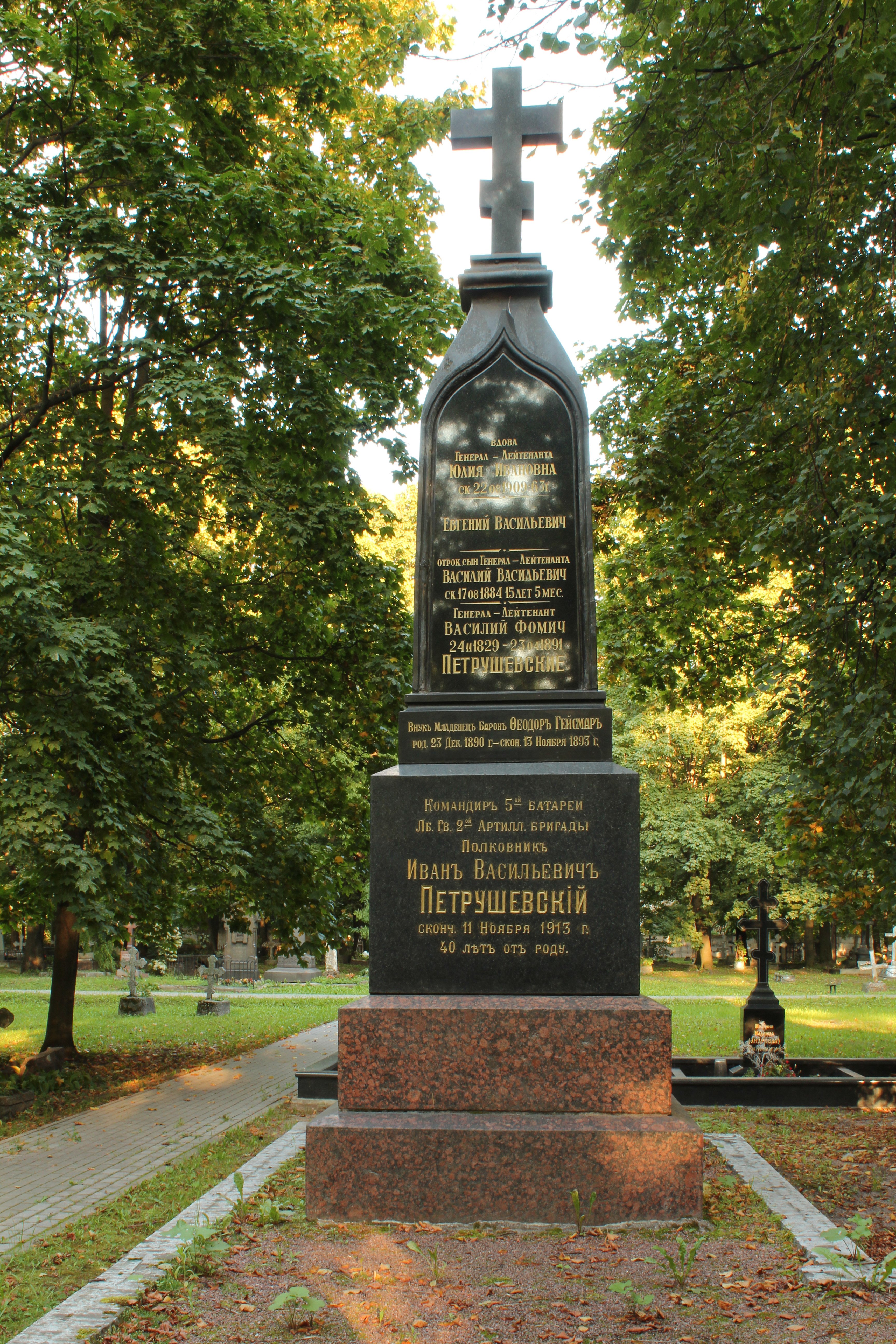
Могила В. Ф. Петрушевского

В 1868 году, в чине полковника, был назначен членом морского технического комитета, совещательным членом артиллерийского комитета Главного артиллерийского управления и штатным преподавателем химии в Пажеском корпусе.
В 1871 году назначен начальником Петербургского патронного завода, где также активно занимался инженерной деятельностью. «За отличие по службе» 28 марта 1871 года получил чин генерал-майора.
В 1886 году, в чине генерал-лейтенанта, Петрушевский был назначен постоянным членом преобразованного артиллерийского комитета и почти до дня смерти руководил вопросами военной электротехники.
Умер в Санкт-Петербурге 23 апреля (5 мая) 1891 года, похоронен на Новодевичьем кладбище (левая часть, уч. 14).

## Динамит
Совместное творчество c Николаем Зининым привело к решению проблемы получения и использования сильнейшего взрывчатого вещества нитроглицерина.
В 1863—1866 годах Петрушевский проводит опыты с нитроглицерином в поисках способов его безопасного применения в военном деле. Петрушевский высказал идею, что детонацию нитроглицерина вызывают неустойчивые кислотные соединения, так что надо смешивать его с чем-то, что сможет эту кислоту нейтрализовать. Смешав нитроглицерин с окисью магния, получает так называемый «русский динамит Петрушевского». Однако в 1866 году на нитроглицериновом заводе в Петергофе происходит взрыв и дальнейшие работы с нитроглицерином ставятся под запрет.
Альфред Нобель, запатентовавший в 1867 году динамит на основе кизельгура в Европе и США, также был хорошо знаком с Зининым (обучался у него химии).

## Награды
- орден Св. Анны 3-й ст. (1857)
- орден Св. Станислава 2-й ст. (1858; императорская корона к ордену —1865))
- орден Св. Анны 2-й ст. (1866)
- орден Св. Владимира 3-й ст. (1869)
- орден Св. Станислава 1-й ст. (1873)
- орден Св. Анны 1-й ст. (1876)
- орден Св. Владимира 2-й ст. (06.05.1884)
- орден Белого Орла  (1887)

иностранные награды
- австрийский орден Франца-Иосифа, командорский крест со звездой (1872)

## Семья
Был женат с 19 февраля 1864 года на дочери И. И. Кабата Юлии (1846—?). Таинство брака совершил священник церкви Департамента уделов протоиерей Василий Помяловский. Поручителями были: по жениху — дворянин Пётр Андреевич Кирсанов и губернский секретарь Д. Алфераки; по невесте — подпоручик Павел Иванович Кабат и титулярный советник Иван Иванович Кабат.
Их дети:
- Александр (08.10.1865 — 25.02.1919)[7] — войсковой старшина Уссурийского казачьего полка (в 1916); умер от воспаления лёгких во Владивостоке.
- Александра (17.03.1867—?)
- Василий (19.03.1869—17.08.1884)
- Иван (04.03.1873—11.11.1913) — полковник, командир 5-й батареи лейб-гвардии 2-й артиллерийской бригады.